# Giunto di saldatura
Una delle caratteristiche più importanti nella saldatura a ultrasuoni è sicuramente la geometria delle superfici di assemblaggio. Per ottenere cicli di saldatura brevi occorrono i giunti di saldatura, detti anche convogliatori di energia o direttori di energia. È proprio in queste zone che si concentrano le vibrazioni, con conseguente riscaldamento e fusione.
La configurazione e le dimensioni del giunto di saldatura devono essere scelte in base al tipo di saldatura da eseguire e al materiale utilizzato. Si consiglia pertanto di progettare i pezzi in collaborazione con chi conosce a fondo la saldatura con questa tecnologia. In molti casi, nonostante la corretta applicazione dimensionale dei giunti, si rende necessario apportare modifiche. È preferibile quindi procedere per tentativi, partendo da giunti di saldatura piccoli che eventualmente potranno essere modificati con facilità. Una buona regola consiste nel posizionare il direttore di energia nella parte che sarà a contatto con il sonotrodo.

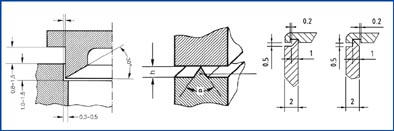
Schema del giunto

Esistono diversi tipi di giunti: a forma di cono, ad angolo acuto (forma di tetto) oltre agli spigoli di contatto o giunti ad incastro. Nel caso di assemblaggio di materie plastiche diverse, non esiste una regola precisa e predeterminata circa la posizione del giunto di saldatura. In questi casi, deve essere trovata sperimentalmente. Nei pezzi stampati di diversa rigidezza, il giunto di saldatura deve essere posizionato sul pezzo meno rigido.